# Fenakiwi
Fenakiwi lub Festa Nacional do Kiwi (Święto kiwi) to coroczny festyn w Farroupilha, Rio Grande do Sul, Brazylia.
Festyn odbywa się corocznie przez 3 weekendy. W imprezie bierze udział ponad 100 tysięcy osób.

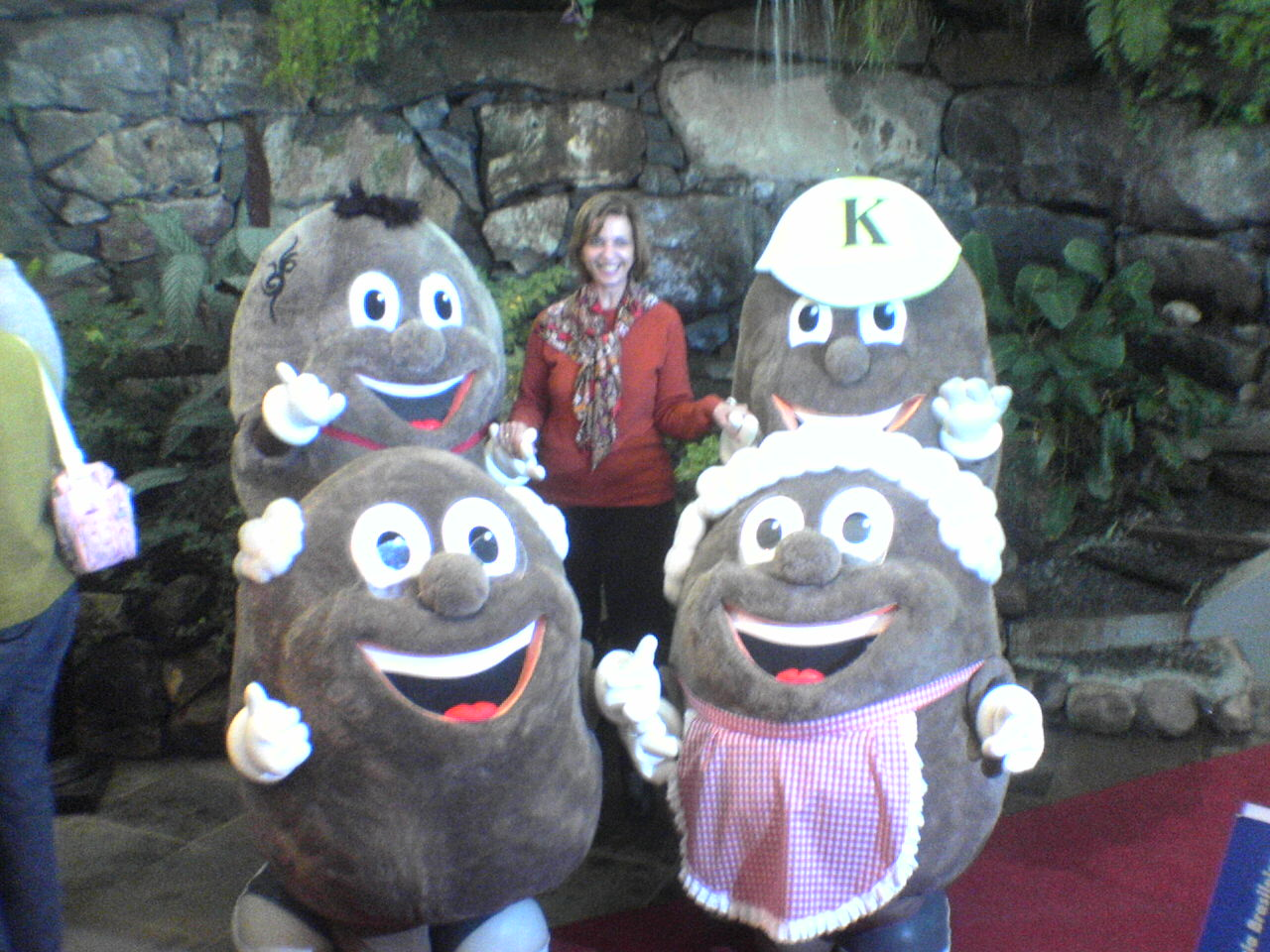
Oficjalna maskotka imprezy